# Epirrhoe annulifera
Epirrhoe annulifera es una especie de polilla de la familia Geometridae, descrita por primera vez por el lepidopterólogo inglés William Warren en 1902, con distribución en la África Austral.

## Descripción
El patrón de las alas anteriores es marrón con múltiples líneas crenadas o festonadas. E. achatina es pequeña, con el ala anterior en forma triangular y una areola única.
Las antenas son gruesas, laminadas y pubescentes.

## Distribución
Los sintipos de la especie fueron descritoes por Warren en 1902 en la entonces África Oriental Británica, actual region de Kenia. Entre 1910 y 1912 se reportaron especímenes en Sudáfrica, a nivel de la provincia de KwaZulu-Natal. Luego, en los años 1930, se describieron especímenes en la provincia Oriental y Kivu del Norte de la República Democrática del Congo, así como en Tanzania y Zimbabue.